# Can Cossialls
Can Cossialls és una obra eclèctica d'Alella (Maresme) protegida com a Bé Cultural d'Interès Local.

## Descripció
Edifici civil. Només presenta lliure la façana frontal, doncs lateralment es troba adossat a dos edificis. La construcció està formada per una planta baixa i un pis, i una petita paret o barana al damunt de la cornisa. Sobre la façana destaquen principalment les pilastres decoratives, sense cap funció de sustentació, que recorren tant la planta baixa com el primer pis. Les dues portes laterals de la planta baixa han estat obertes posteriorment sense trencar s'intercalen entre les pilastres.

## Història
Al damunt de la porta principal hi ha una placa que diu: "ANNO MDCCCLI" [1851]